# Слобожанский поселковый совет
Слобожанский поселковый совет (укр. Слобожанська селищна рада) — входит в состав Днепровского района Днепропетровской области Украины. Административный центр поселкового совета находится в пгт Слобожанское (бывш. пгт Юбилейное).

## Населённые пункты совета
- пгт Слобожанское
- село Баловка,
- село Александровка,
- село Василевка,
- село Партизанское,
- село Степовое.